# Jean-François Denisse
Pour les articles homonymes, voir Denisse.
Jean-François Denisse, né le 16 mai 1915 à Saint-Quentin et mort le 17 novembre 2014 dans le 9e arrondissement de Paris,, est une personnalité du monde de l'astronomie et de l'astronautique française qui a dirigé plusieurs établissements rattachés à ces domaines.

## Biographie
Fils du peintre Julien Denisse, Normalien (1936), il obtient un doctorat de physique en 1950.
En 1953, il est radioastronome à l’observatoire de Meudon, puis astronome à partir de 1954 à l'observatoire de Paris. De 1963 à 1968, il est le directeur de l'Observatoire de Paris. De 1968 à 1971, il fonde l'Institut national d'astronomie et de géophysique, devenu depuis Institut national des sciences de l'univers (INSU). De 1967 à 1973, il est  président du Centre national d'études spatiales (CNES). De 1978 à 1982, il est le président du COSPAR.
Il est membre de l'Académie des sciences depuis 1967, et membre correspondant de l'Académie internationale d'astronautique depuis 1968.

## Prix et Distinctions
- Prix Ancel de l’Académie des sciences (1951)
- Médaille de bronze du CNRS (1955)
- Prix Jaffé de l’Académie des sciences (1958)
- Médaille d'argent du CNRS (1958
- Prix Holweck de la Société française de physique et de la Physical Society (1962)
- Prix Cognacq-Jay de l’Institut de France (1964)
- Médaille Janssen de l’Académie des sciences (1964)
- Prix des trois physiciens (1968)
- !Distinguished Service Medal du COSPAR (1993)
- Commandeur de la Légion d'honneur
- Grand Croix de l’Ordre national du mérite
- Officier des palmes académiques